# Ngô Thì Du
Ngô Thì Du (chữ Hán: 吳時悠, 1772-1840) là nhà văn và là quan nhà Nguyễn trong lịch sử Việt Nam.

## Tiểu sử
Ngô Thì Du tên tự là Trưng Phủ, hiệu là Văn Bác, sinh tại Nghệ An vào mùa xuân năm Nhâm Thìn (1772) khi cha ông mang theo gia đình vào trấn nhậm ở đó. Tuy nhiên quê gốc của ông là làng Tả Thanh Oai, trấn Sơn Nam (nay thuộc huyện Thanh Trì, Hà Nội).
Ông là con của danh sĩ Ngô Thì Đạo (em Ngô Thì Sĩ) với người vợ thứ.
Mặc dù siêng học và học giỏi, nhưng ông không đỗ đạt. Năm 1788, khi Nguyễn Huệ tiến binh ra Bắc lần thứ hai, ông theo cha chạy về huyện Kim Bảng (Hà Nam), rồi Nam Chân (Nam Định) và nhiều nơi khác nữa. Mãi đến 8 năm sau, ông mới trở lại quê (làng Tả Thanh Oai) dựng nhà làm ruộng.
Năm 1802, sau khi cha mất và chúa Nguyễn Phúc Ánh lên ngôi lấy hiệu là Gia Long, ông rời làng chạy về bên nhà thông gia.
Khi ông đã ngoài 40 tuổi, gặp lúc triều đình nhà Nguyễn ban chiếu cầu người tài ra giúp nước, thấy ông là người giỏi nhưng nghèo, bạn bè khuyên ông ra làm quan. Sau khi viên trấn thần ghi tên ông đệ lên, ông được bổ làm Đốc học Hải Dương. Nhưng chẳng bao lâu thì ông buồn nản, nhớ quê nên thường đau ốm luôn.
Năm 1821, sau cái chết của người anh họ là Ngô Thì Hương (con út Ngô Thì Sĩ) và của người cháu (1822), ông càng buồn chán nên đã làm đơn xin thôi việc. Tuy nhiên, mãi đến năm 1827 đời vua Minh Mạng, nguyện vọng của ông mới được chấp thuận. Từ đó ông sống ở quê là làng Tả Thanh Oai cho đến khi mất năm 1840, thọ 68 tuổi.

## Tác phẩm
Tác phẩm của Ngô Thì Du có:
- Trung Phủ công thi văn (Thơ văn của ông Trung Phủ), gồm 76 bài gồm thơ, văn và phú.
- Ngô gia thế phả tông thống truyền văn ký
- Tân đàm tâm kính, là sách nghiên cứu về Phật học.

Ngoài ra, ông còn là tác giả 7 hồi tiếp theo (hồi thứ 8 đến hồi thứ 14) của Hoàng Lê nhất thống chí .
Nhìn chung, thơ văn ông sáng sủa, chân chất; nhiều khi cảm động, thiết tha. Ông ưa dùng các thể văn xuôi, phú và thơ cổ thể trường thiên (ngũ ngôn hoặc thất ngôn) để tả thực hoàn cảnh sống mà ông từng nếm trải...

## Sách tham khảo
- Trần Văn Giáp, Tìm hiểu kho sách Hán Nôm (2 tập in chung). Nhà xuất bản Khoa học Xã hội, 2003.
- Phạm Tú Châu, mục từ Ngô Thì Du trong Từ điển văn học (bộ mới). Nhà xuất bản Thế giới, 2004.
- Nguyễn Q. Thắng-Nguyễn Bá Thế, Từ điển nhân vật lịch sử Việt Nam. Nhà xuất bản Khoa học Xã hội, 1992.
- Trần Nghĩa, Hoàng Lê nhất thống chí. Nhà xuất bản Văn học, 2006.